# Pilaria brevitarsis
Pilaria brevitarsis är en tvåvingeart som beskrevs av Alexander 1956. Pilaria brevitarsis ingår i släktet Pilaria och familjen småharkrankar.
Artens utbredningsområde är Kenya. Inga underarter finns listade i Catalogue of Life.